# تشغيل آلي

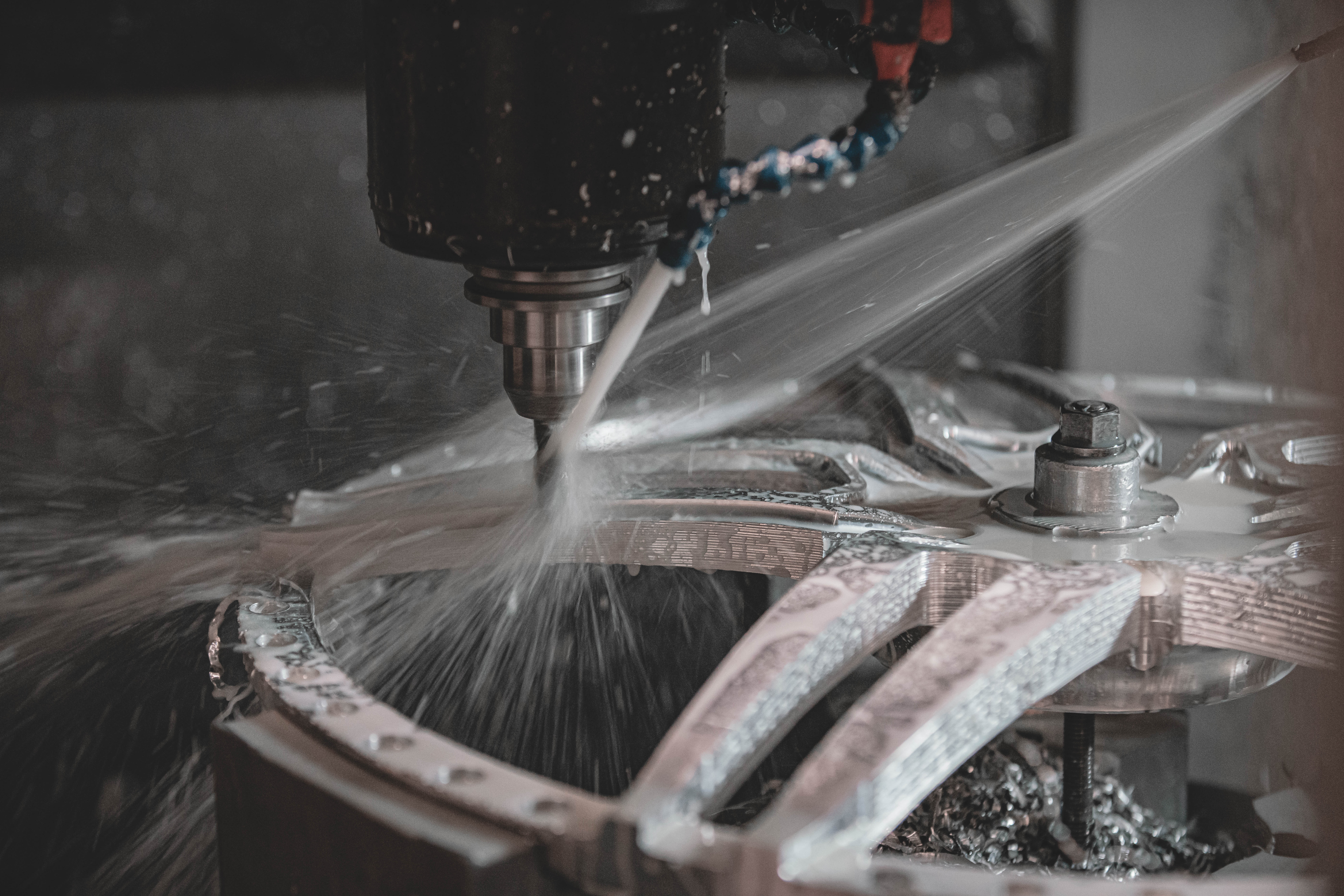
مكنة متحكم فيها رقميًا بالحاسوب (CNC) تصب سائل التبريد لمنع العُدَّة والأجزاء من السخونة

التشغيل الآلي أو التشغيل المَكَنِيّ أو التشغيل بالمَكَنَات أو صنع بالمَكَنَات (بالإنجليزية: Machining)‏ هي عملية من عمليات التصنيع تتضمن مجموعة من العمليات التي تقوم بها آلة التشغيل، مثل المخرطة، والفارزة، والمجلخة، والمثقب، باستخدام آلة قطع حادة لقطع المواد ميكانيكيًا، للحصول على الشكل الهندسي المطلوب.

## عمليات التشغيل
تعتبر عمليات التشغيل الثلاث الرئيسية هي: الخراطة، والتفريز، والثقب. تقع العمليات الأخرى تحت تصنيفات متنوعة وتشمل: القشط، والتخليق، والنشر.
عملية الخراطة تتم بتدوير المشغولة وقطعها بقلم القطع الثابت كطريقة أولية لقطع المعدن. وتعتبر المخرطة الآلة الأساسية للتشغيل بهذه الطريقة. عملية التفريز تتم بتثبيت المشغولة وتدوير أداة القطع وتقريبه من المشغولة ليشق طريقه فيها. وتعتبر الفارزة الآلة الأساسية للتشغيل بهذه الطريقة. عملية الثقب تتم بتوليد ثقوب أو صقلها وذلك بتدوير أداة القطع المزودة بحواف قاطعة في رأسها بحيث تفتح طريقها داخل المشغولة. تتم عملية الثقب عادة باستخدام مثقب، ولكن يمكن أن تتم على المخرطة والفارزة. عمليات متنوعة يمكن أن تتم على وجه الدقة بدون إزالة الرايش من المشغولة، ولكن هذه العمليات تتم باستخادم آلات تشغيل نوعية. تعتبر عملية الصقل مثال عن العمليات التنوعة. لاتنتج عملية الصقل أي رايش ولكنها يمكن أن تتم باستخدام المخرطة أو الفارزة أو المثقب.
تحتاج المشغولة إلى اقتطاع شيء من المادة للوصول إلى المنتج النهائي. والمنتج النهائي هو عبارة عن مشغولة مصنعة وفق المواصفات المحددة بالرسم الهندسي. فمثلا، قد تكون الحاجة إلى مشغولة ذات قطر خارجي محدد. يمكننا استخدام المخرطة التي يمكنها أن تحدث هذا القطر بتدوير المشغولة، وقطع المعدن الزائد بشكل رايش باستخدام قلم القطع، لتعطي سطحًا ناعمًا، ودائريًا بحسب القطر الخارجي المرغوب. يمكن استخدام عملية الثقب لإزالة المعدن بشكل ثقب أسطواني. يوجد آلات أخرى تستخدم في أغراض مختلفة لإزالة المعدن مثل الفارزة، والمنشار، وآلة الجلخ. تستخدم العديد من هذه الآلات في النجارة.
يوجد العديد من التقنيات الأحدث في تشغيل المعادن، مثل آلة التفريغ الكهربائي (EDM)، وتشغيل المعادن بالتآكل الكهركيميائي، والقطع بالليزر، والقطع بنفث الماء.
تتطلب عملية التشغيل الانتباه إلى العديد من تفاصيل المشغولة للوصول إلى المواصفات المحددة بالرسم بالهندسي. فبالإضافة إلى المشاكل الواضحة في الوصول إلى الأبعاد المحددة، تبرز مشكلة الوصول إلى إنهاء السطح الصحيح أو نعومة سطح المشغولة. قد تنتج نوعية السطح السيئة للمشغولة من تثبيت المشغولة السيء باستخدام الملزمة، أو استخدام الأدوات السيئة، أو عدم المهنية في عملية القطع.

## اقرأ أيضاً
- تنميش صناعي